# Roxen (piosenkarka)
Roxen, właściwie Larisa Roxana Giurgiu (ur. 5 stycznia 2000 w Klużu-Napoce) – rumuńska piosenkarka. Reprezentantka Rumunii w 65. Konkursie Piosenki Eurowizji (2021).

## Życiorys
Zaczęła śpiewać w wieku siedmiu lat. Jako dziecko brała udział w konkursach muzycznych, a część z nich wygrała.
12 listopada 2019 roku wydała debiutancki singel „Ce-ți cântă dragostea”. W 2020 została ogłoszona reprezentantką Rumunii z piosenką „Alcohol You” w Konkursie Piosenki Eurowizji w Rotterdamie. 18 marca poinformowano o odwołaniu konkursu z powodu pandemii COVID-19. W maju tego samego roku wystąpiła w projekcie Eurovision Home Concerts. W maju 2021, reprezentując Rumunię z utworem „Amnesia”, zajęła 12. miejsce w półfinale 65. Konkursie Piosenki Eurowizji w Rotterdamie.

## Życie prywatne
Jest wegetarianką.
W lipcu 2020 była rzekomo szantażowana przez byłego chłopaka, po czym nałożyła na niego zakaz zbliżania się po złożeniu skargi do lokalnej policji.
W lipcu 2021 ogłosiła, że identyfikuje się jako osoba niebinarna, mówiąc: W poprzednim życiu byłam chłopcem. Szczerze mówiąc, zawsze myślałam i czułam, że jestem chłopcem w ciele dziewczyny. Wyjaśniła, że jako dziecko czuła bliższe przywiązanie do typowych „chłopięcych” zajęć i często bawiła się i rozmawiała „jak chłopiec”, lecz nie przeszkadzają jej zaimki żeńskie.

## Dyskografia

### Single
Jako główna artystka
| Rok                                                      | Tytuł                                             | Najwyższe pozycje na listach | Najwyższe pozycje na listach | Najwyższe pozycje na listach | Najwyższe pozycje na listach | Najwyższe pozycje na listach | Najwyższe pozycje na listach | Najwyższe pozycje na listach | Najwyższe pozycje na listach | Najwyższe pozycje na listach | Najwyższe pozycje na listach | Najwyższe pozycje na listach | Najwyższe pozycje na listach | Najwyższe pozycje na listach | Certyfikat         | Sprzedaż       | Album                            |
| Rok                                                      | Tytuł                                             | ROM                          | ROM                          | ROM                          | BEL (Fl)                     | BLR                          | NLD                          | LTU                          | MDA                          | POL                          | POL                          | RUS                          | UKR                          | WNP                          | Certyfikat         | Sprzedaż       | Album                            |
| Rok                                                      | Tytuł                                             | Airplay                      | Airplay TV                   | Radio                        | BEL (Fl)                     | BLR                          | NLD                          | LTU                          | MDA                          | AirPlay                      | AirPlay Nowości              | Radio                        | Radio                        | Radio                        | Certyfikat         | Sprzedaż       | Album                            |
| -------------------------------------------------------- | ------------------------------------------------- | ---------------------------- | ---------------------------- | ---------------------------- | ---------------------------- | ---------------------------- | ---------------------------- | ---------------------------- | ---------------------------- | ---------------------------- | ---------------------------- | ---------------------------- | ---------------------------- | ---------------------------- | ------------------ | -------------- | -------------------------------- |
| 2019                                                     | „Ce-ți cântă dragostea”                           | 1                            | 1                            | 1                            | –                            | –                            | –                            | –                            | –                            | –                            | –                            | –                            | –                            | –                            | brak               | brak danych    | –                                |
| 2020                                                     | „Alcohol You”                                     | –                            | –                            | –                            | –                            | –                            | –                            | –                            | –                            | –                            | –                            | –                            | –                            | –                            | brak               | brak danych    | –                                |
| 2020                                                     | „Spune-mi”                                        | 1                            | 2                            | 1                            | –                            | –                            | –                            | –                            | 13                           | –                            | –                            | –                            | –                            | 353                          | brak               | brak danych    | –                                |
| 2020                                                     | „How to Break a Heart”                            | –                            | –                            | –                            | –                            | –                            | –                            | –                            | –                            | –                            | –                            | –                            | –                            | –                            | brak               | brak danych    | –                                |
| 2020                                                     | „Wonderland” (oraz Alexander Rybak)               | –                            | –                            | –                            | –                            | –                            | –                            | –                            | –                            | –                            | –                            | –                            | –                            | –                            | brak               | brak danych    | –                                |
| 2021                                                     | „Parte din tine” (oraz DJ Project)                | 10                           | 5                            | 5                            | –                            | –                            | –                            | –                            | 35                           | –                            | –                            | –                            | –                            | –                            | brak               | brak danych    | –                                |
| 2021                                                     | „Amnesia”                                         | –                            | –                            | –                            | –                            | –                            | –                            | 51                           | –                            | –                            | –                            | –                            | –                            | –                            | brak               | brak danych    | –                                |
| 2021                                                     | „Inimă nu fi de piatră”                           | 51                           | 10                           | 9                            | –                            | –                            | –                            | –                            | –                            | –                            | –                            | –                            | –                            | 316                          | brak               | brak danych    | –                                |
| 2021                                                     | „Money Money” (oraz DMNDS i Strange Fruits Music) | –                            | –                            | –                            | –                            | 6                            | –                            | –                            | –                            | –                            | –                            | 3                            | 142                          | 7                            | brak               | brak danych    | –                                |
| 2021                                                     | „Strada ta” (oraz Nane)                           | –                            | –                            | –                            | –                            | –                            | –                            | –                            | –                            | –                            | –                            | –                            | –                            | –                            | brak               | brak danych    | –                                |
| 2021                                                     | „Crazy Valorant” (oraz Killa Fonic)               | –                            | –                            | –                            | –                            | –                            | –                            | –                            | –                            | –                            | –                            | –                            | –                            | –                            | brak               | brak danych    | –                                |
| 2021                                                     | „Dincolo de Marte” (oraz Randi)                   | 2                            | 1                            | 1                            | –                            | –                            | –                            | –                            | –                            | –                            | –                            | –                            | –                            | 98                           | brak               | brak danych    | –                                |
| 2022                                                     | „UFO”                                             | –                            | –                            | –                            | –                            | –                            | –                            | –                            | X                            | 2                            | 2                            | 385                          | 608                          | 240                          | - POL: złota płyta | - POL: 10 000+ | –                                |
| 2022                                                     | „Printre stele”                                   | –                            | –                            | –                            | –                            | –                            | –                            | –                            | X                            | –                            | –                            | –                            | –                            | –                            | brak               | brak danych    | –                                |
| 2022                                                     | „Ghost” (oraz Mausio)                             | –                            | –                            | –                            | –                            | –                            | –                            | –                            | X                            | –                            | –                            | –                            | –                            | –                            | brak               | brak danych    | –                                |
| 2022                                                     | „Biggest Idiot”                                   | –                            | –                            | –                            | –                            | –                            | –                            | –                            | X                            | –                            | –                            | –                            | –                            | –                            | brak               | brak danych    | –                                |
| 2022                                                     | „Fool”                                            | –                            | –                            | –                            | –                            | –                            | –                            | –                            | X                            | –                            | –                            | –                            | –                            | –                            | brak               | brak danych    | –                                |
| 2022                                                     | „Niciodata inapoi” (oraz Rava)                    | –                            | –                            | –                            | –                            | –                            | –                            | –                            | X                            | –                            | –                            | –                            | –                            | –                            | brak               | brak danych    | Teambuilding (ścieżka dźwiękowa) |
| 2022                                                     | „A trecut vara”                                   | –                            | –                            | –                            | –                            | –                            | –                            | –                            | X                            | –                            | –                            | –                            | –                            | –                            | brak               | brak danych    | –                                |
| 2023                                                     | „Enemies” (oraz Selin)                            | –                            | –                            | –                            | –                            | –                            | –                            | –                            | X                            | –                            | X                            | –                            | –                            | –                            | brak               | brak danych    | –                                |
| 2023                                                     | „Cenusa”                                          | –                            | –                            | –                            | –                            | –                            | –                            | –                            | X                            | –                            | X                            | –                            | –                            | –                            | brak               | brak danych    | –                                |
| 2023                                                     | „Infinit”                                         | –                            | –                            | –                            | –                            | –                            | –                            | –                            | X                            | –                            | X                            | –                            | –                            | –                            | brak               | brak danych    | –                                |
| 2023                                                     | „În inimă Crăciun”                                | –                            | –                            | –                            | –                            | –                            | –                            | –                            | X                            | –                            | X                            | –                            | –                            | –                            | brak               | brak danych    | –                                |
| 2024                                                     | „Saruta-ma”                                       | –                            | –                            | –                            | –                            | –                            | –                            | –                            | X                            | –                            | X                            | –                            | –                            | –                            | brak               | brak danych    | –                                |
| 2024                                                     | „Lasă-mă”                                         | –                            | –                            | –                            | –                            | –                            | –                            | –                            | X                            | –                            | X                            | –                            | –                            | –                            | brak               | brak danych    | –                                |
| 2025                                                     | „Save You”                                        | –                            | –                            | –                            | –                            | –                            | –                            | –                            | X                            | –                            | X                            | –                            | –                            | –                            | brak               | brak danych    | –                                |
| 2025                                                     | „Favourite Type”                                  | 92                           | –                            | –                            | –                            | –                            | –                            | –                            | X                            | –                            | X                            | –                            | –                            | –                            | brak               | brak danych    | –                                |
| „–” oznacza, że singel nie był notowany na danej liście. |                                                   |                              |                              |                              |                              |                              |                              |                              |                              |                              |                              |                              |                              |                              |                    |                |                                  |

Jako gościnna artystka
| Rok                                                      | Tytuł                                                         | Najwyższe pozycje na listach | Najwyższe pozycje na listach | Najwyższe pozycje na listach | Najwyższe pozycje na listach | Najwyższe pozycje na listach | Album |
| Rok                                                      | Tytuł                                                         | ROM                          | ROM                          | ROM                          | BUL                          | WNP                          | Album |
| Rok                                                      | Tytuł                                                         | Airplay                      | Airplay TV                   | Radio                        | BUL                          | Radio                        | Album |
| -------------------------------------------------------- | ------------------------------------------------------------- | ---------------------------- | ---------------------------- | ---------------------------- | ---------------------------- | ---------------------------- | ----- |
| 2019                                                     | „You Don’t Love Me” (Sickotoy, gościnnie: Roxen)              | 3                            | 2                            | 2                            | 7                            | 970                          | –     |
| 2020                                                     | „Over and Over” (PAX, gościnnie: Roxen)                       | –                            | –                            | –                            | –                            | –                            | –     |
| 2020                                                     | „Devil in Disguise” (Wykorzystanie wokali Roxen przez Coyota) | –                            | –                            | –                            | –                            | –                            | –     |
| „–” oznacza, że singel nie był notowany na danej liście. |                                                               |                              |                              |                              |                              |                              |       |

### Single promocyjne
| Rok  | Tytuł                | Album |
| ---- | -------------------- | ----- |
| 2019 | „I Don’t Care”       | –     |
| 2020 | „Cherry Red”         | –     |
| 2020 | „Storm”              | –     |
| 2020 | „Beautiful Disaster” | –     |
| 2020 | „Colors”             | –     |
| 2020 | „Escape”             | –     |
| 2022 | „Nono Bad”           | –     |

### Inne utwory
Jako gościnna artystka
| Rok  | Tytuł                                         | Album            |
| ---- | --------------------------------------------- | ---------------- |
| 2021 | „Nu dorm” (Nane, gościnnie: Roxen)            | Cordial          |
| 2022 | „Cenușăreasa” (OG Eastbull, gościnnie: Roxen) | Foame și ambiție |

### Utwory dla innych artystów
| Rok  | Wykonawca | Album | Utwór               | Uwagi         | Źr.    |
| ---- | --------- | ----- | ------------------- | ------------- | ------ |
| 2020 | Coyot     | –     | „Devil in Disguise” | słowa, muzyka | [ 55 ] |

## Nagrody i nominacje
| Rok  | Konkurs                        | Kategoria                                | Tytułem                 | Rezultat               |
| ---- | ------------------------------ | ---------------------------------------- | ----------------------- | ---------------------- |
| 2020 | The Artist Awards              | Artysta (ang. Artist)                    | całokształt             | Nominacja              |
| 2020 | The Artist Awards              | Najlepsza kobieta (ang. Best Female)     | całokształt             | Nominacja              |
| 2020 | The Artist Awards              | Najlepsza piosenka (ang. Best Song)      | „Ce-ti cântă dragostea” | Nominacja              |
| 2020 | The Artist Awards              | Ulubiony artysta (ang. Favourite Artist) | całokształt             | Nominacja              |
| 2020 | The Artist Awards              | International Breakthrough               | całokształt             | Wygrana                |
| 2020 | 65. Konkurs Piosenki Eurowizji | 65. Konkurs Piosenki Eurowizji           | „Alcohol You”           | Konkurs odwołany       |
| 2021 | 65. Konkurs Piosenki Eurowizji | 65. Konkurs Piosenki Eurowizji           | „Amnesia”               | 12. miejsce (półfinał) |